# Oddział G.J. Chomutowa
Oddział G.J. Chomutowa (ros. Oтряд Г. Е. Хомутовa) – antysowiecki oddział partyzancki na Białorusi po 1944 r.
Oddział został sformowany po ewakuacji z obszaru Białorusi wojsk niemieckich i Rosyjskiej Narodowej Armii Ludowej (RONA) w połowie 1944 roku. Działał w lasach Briańszczyzny. Liczył 25-30 lub według innych źródeł 50-60 partyzantów. Na jego czele stanął działacz Narodowego Związku Pracujących (NTS) G.J. Chomutow, który podczas okupacji niemieckiej kierował organizacją młodzieżową w tzw. Republice Łokockiej. Pod koniec 1944 r. oddział został rozbity przez Sowietów, a sam Chomutow został schwytany. Po procesie skazano go na karę wieloletniego pobytu w łagrach, gdzie zmarł. Resztki oddziału kontynuowały walkę aż do połowy 1946 roku.